# Werner Heinicke
Werner Heinicke (* 13. März 1932 in Frankenhausen (Crimmitschau), Deutschland; † 12. Mai 2018) war ein deutscher Eishockeyspieler.

## Spielerkarriere
Werner Heinicke begann seine Karriere 1948 in der Jugendmannschaft der SG Frankenhausen. Im Jahr 1951 stieß er zur ersten Mannschaft und kam dort unter dem Trainer Gerhard Kießling zum Einsatz. Von 1954 bis 1963 spielte er für den SC Wismut Karl-Marx-Stadt, der aus der SG Frankenhausen hervorging. Mit dieser Mannschaft spielte er in der DDR-Oberliga und erreichte sechsmal den zweiten Platz. Gleichzeitig wurde er in der Eishockeynationalmannschaft der DDR eingesetzt. 1957 erreichte er bei der Eishockey-Weltmeisterschaft in Moskau mit der DDR-Auswahl den fünften Platz. Bei 44 absolvierten Länderspielen liegt die Bilanz des Verteidigers bei 22 Siegen und 22 Niederlagen.
Nach dem Ende seiner Spielerkarriere arbeitete er als Trainer beim ETC Crimmitschau. Werner Heinicke verstarb am 12. Mai 2018.